# Valentinskapelle (Ulm)

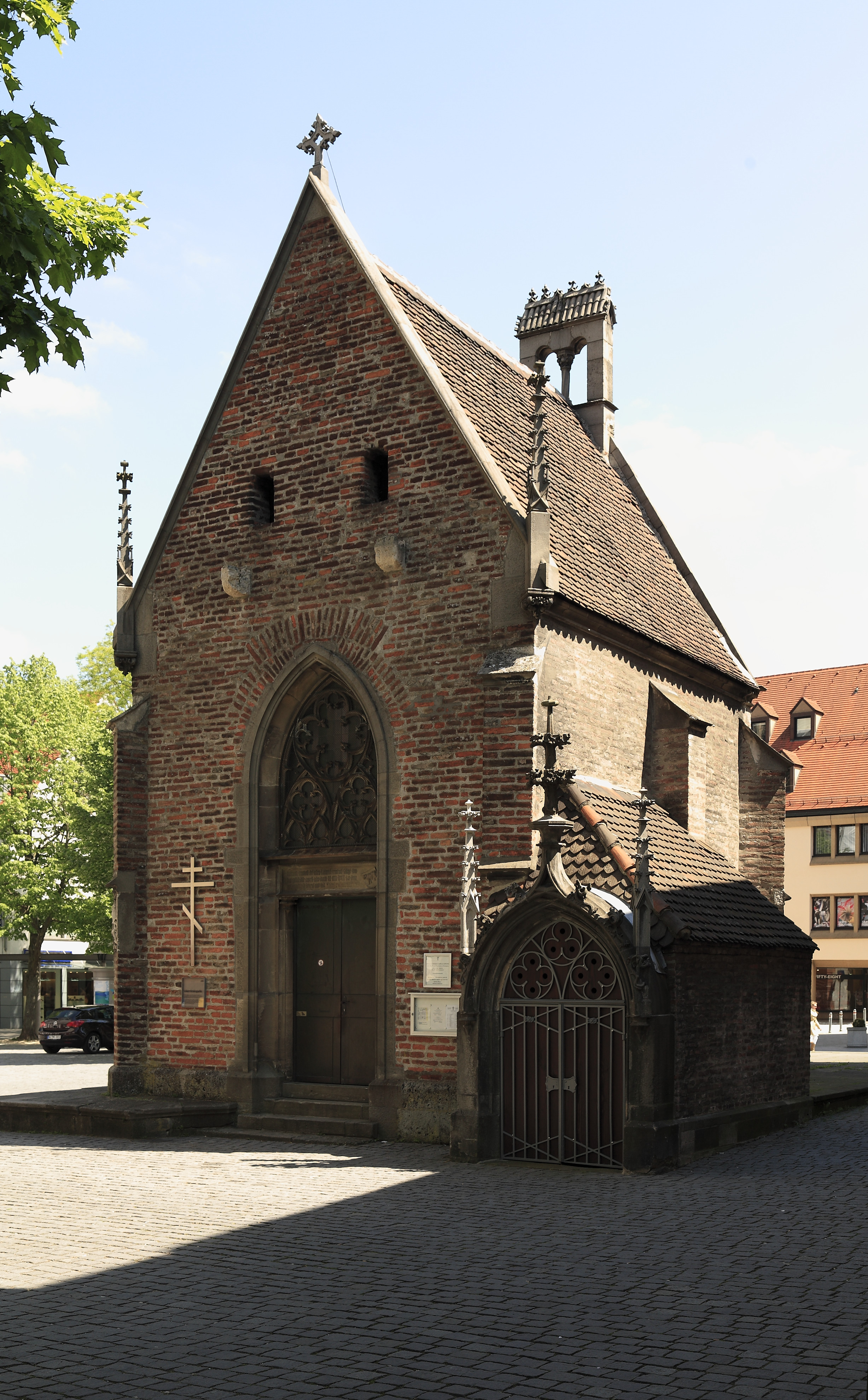
Die Valentinskapelle

Die Valentinskapelle ist eine kleine, nach dem Heiligen Valentin von Terni benannte russisch-Orthodoxe Kirche auf dem Münsterplatz in Ulm. Das denkmalgeschützte Gebäude entstand um 1458 als Grablege der adligen Familie Rembold.

## Geschichte
Um 1290 richtete das Zisterzienserkloster Bebenhausen einen Pfleghof am Ulmer Münster ein. In den überaus großen Kellergewölben wurde vor allem Wein gelagert. Zu Beginn des 14. Jahrhunderts veräußerten die Zisterzienser das Grundstück an die Stadt Ulm. 1457 erwarb der Patrizier Heinrich Rembold den Pfleghof von der Stadt und ließ diesen in eine Kapelle umbauen. Dabei wurden Teile des alten Gebäudes, zum Beispiel die Gewölbekeller, in die Kapelle integriert. Der Baumeister der Valentinskapelle ist unbekannt; es spricht jedoch viel dafür, dass der Entwurf von Matthäus Ensinger, dem Sohn Ulrich Ensingers stammte. Matthäus war zu dieser Zeit als Baumeister am Ulmer Münster beschäftigt. 1458 wurde die Kapelle fertiggestellt und geweiht. Über der Tür befindet sich folgende Inschrift: Hainrich rembold des alten hainrich rembolds seligen sun hat gestifft dise capell an(no) d(omi)ni 1458 jahr dem got gnedig sy lebend und tot. In modernes Deutsch übertragen: Heinrich Rembold, des alten Heinrich Rembolds seliger Sohn, hat diese Kapelle gestiftet im Jahre des Herrn 1458. Gott sei ihm gnädig in Leben und Tod. Das Familienwappen der Rembolds ist noch neben der Inschrift zu sehen. Von der ursprünglichen Inneneinrichtung ist nichts mehr vorhanden; lediglich eine fast völlig verblasste Wandmalerei, die das jüngste Gericht zeigt, könnte noch aus dem Jahr 1458 stammen.
Im Zuge der Reformation wurden die Gottesdienste in der Kapelle abgeschafft und das Bauwerk um 1531 profaniert. Durch den Bildersturm wurde die Innenausstattung wahrscheinlich zerstört. Die Kapelle diente seitdem nur noch als Lagerraum. Während des Dreißigjährigen Kriegs wurden in der Kapelle Lebensmittel gelagert. Bedürftige Familien konnten hier kostenlos Schmalz erhalten. Im Volksmund wurde die Kapelle deshalb Schmalzhäusle genannt. Die Bezeichnung ist unter älteren Stadtbewohnern noch verbreitet.
Im Jahre 1809 verkaufte die Stadt die ehemalige Kapelle an einen Bierbrauer, der hier seine Bierfässer einlagerte. Im Zuge der Romantik stieg das Interesse an der herabgewürdigten Kapelle wieder. Auf Initiative Eduard Mauchs konnte die Stadt Ulm das Gebäude 1859 zurück erwerben. Die Kapelle wurde nun teilweise restauriert und als Archiv für die Baupläne des Münsters genutzt. 1894 ging das Grundstück an die Evangelische Kirchengemeinde über. Von 1862 bis 1864 wurde die Valentinskapelle von Münsterbaumeister Thrän restauriert. Allerdings ließ Thrän die Sakristei abbrechen. 1874 wurde eine mittelalterliche Wandmalerei aus der abgebrochenen Barfüßerkirche in die Kapelle transloziert. Das Gemälde zeigt die Taufe Christi im Jordan.
Mit der Russischen Revolution 1917 und dem Zweiten Weltkrieg gelangten viele russische Emigranten nach Ulm, sodass rasch eine russisch-orthodoxe Kirchengemeinde entstand. Die Evangelische Gesamtkirchengemeinde beschloss daher 1948, die leere Kapelle den orthodoxen Christen kostenlos zu überlassen. Ab 1967 fanden in der Kapelle auch griechisch- und serbisch-orthodoxe Gottesdienste statt. Mit dem Ende des Kalten Kriegs kamen sehr viele Russlanddeutsche nach Ulm, von denen viele zum russisch-orthodoxen Glauben übergetreten waren. Dadurch wuchs die orthodoxe Gemeinde stark an. 2003 wurde eine neue Ikonostase angefertigt und eingebaut. 2006 konnte die stark gewachsene russisch-orthodoxe Gemeinde eine ehemalige Kapelle der Baptisten erwerben. Die Valentinskapelle besitzt jedoch einen hohen symbolischen und geistlichen Wert für die Gemeinde und dient nach wie vor dem Gottesdienst.

## Bilder

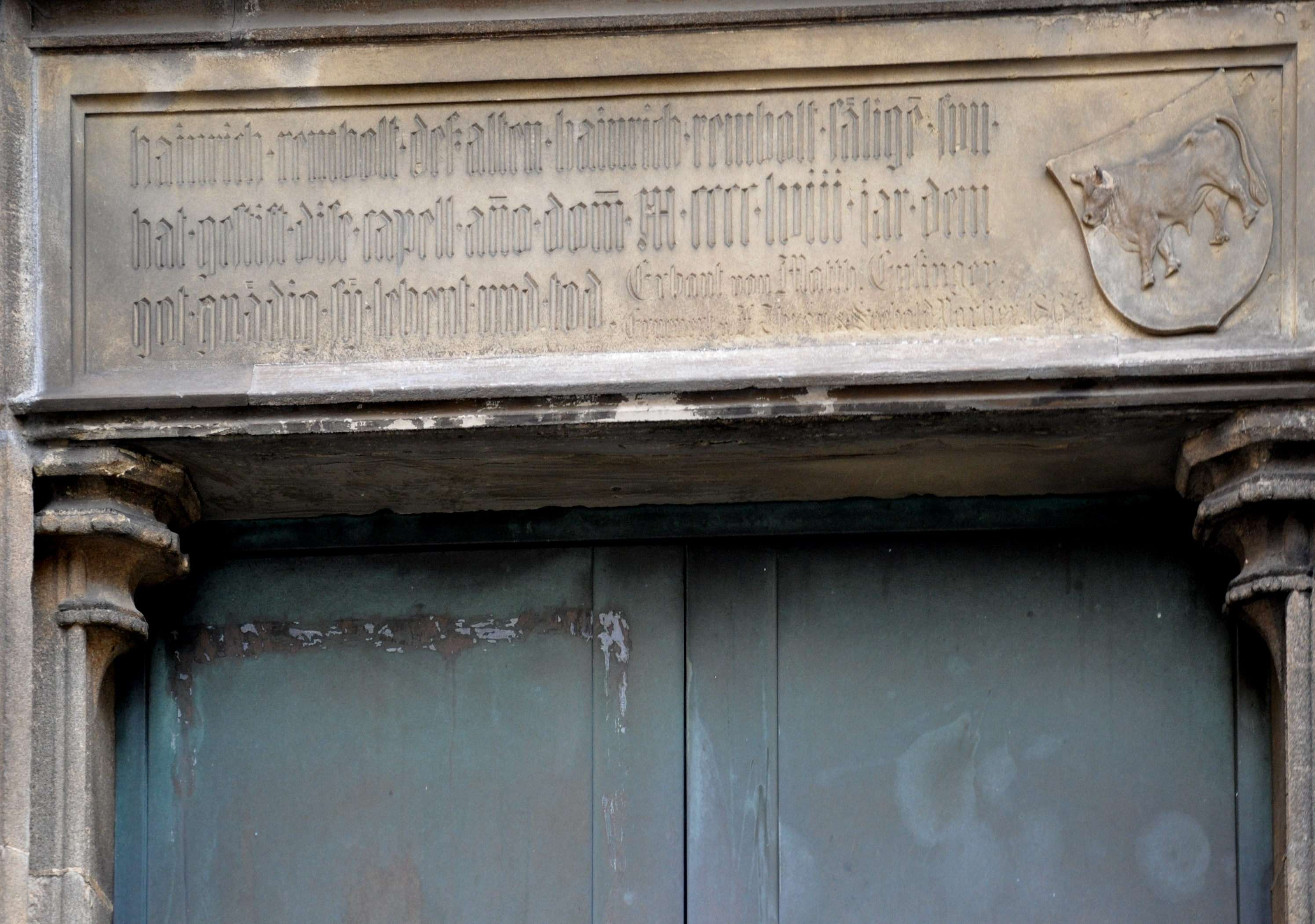
Inschrift
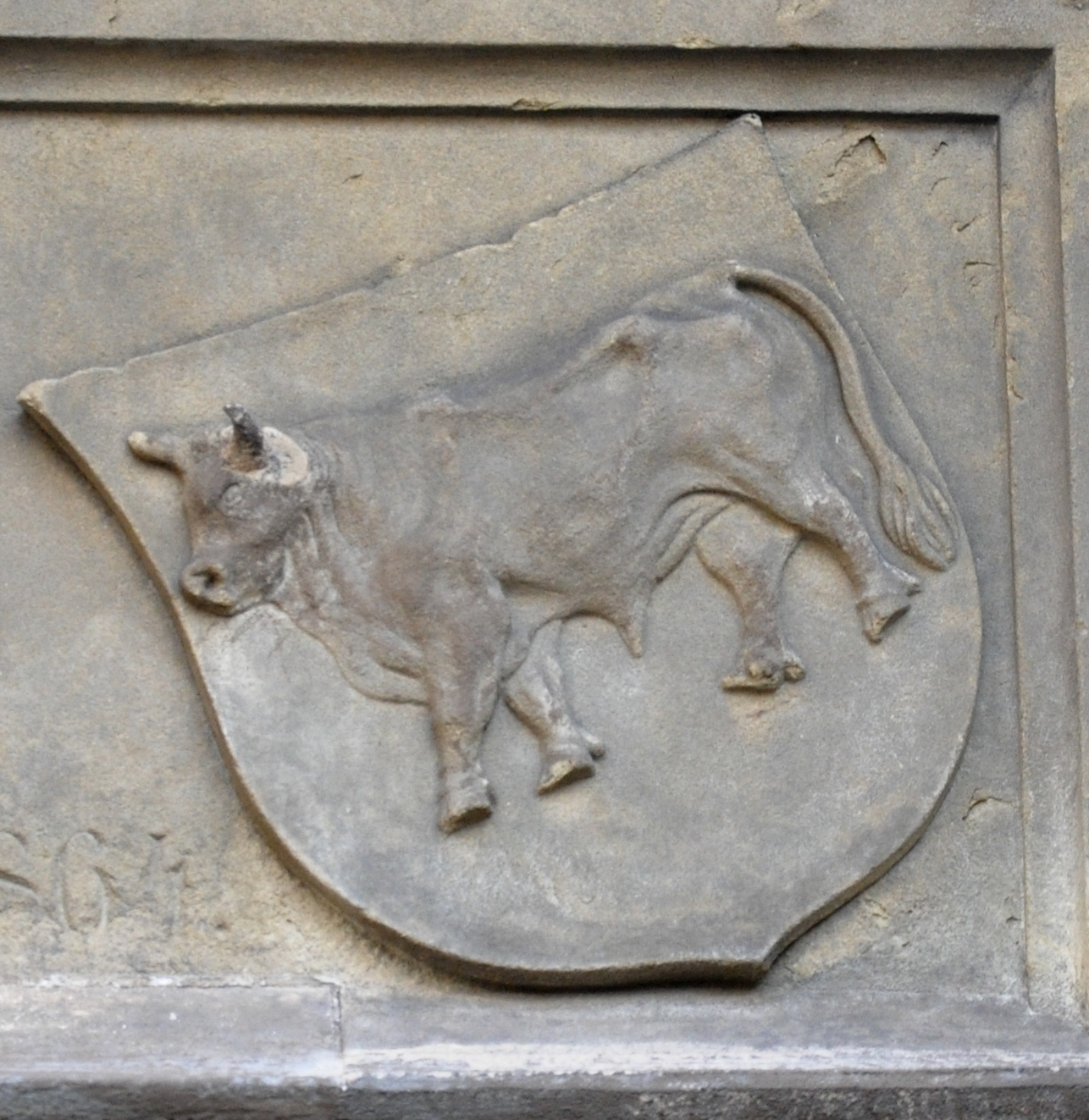
Wappen der Familie Rembold
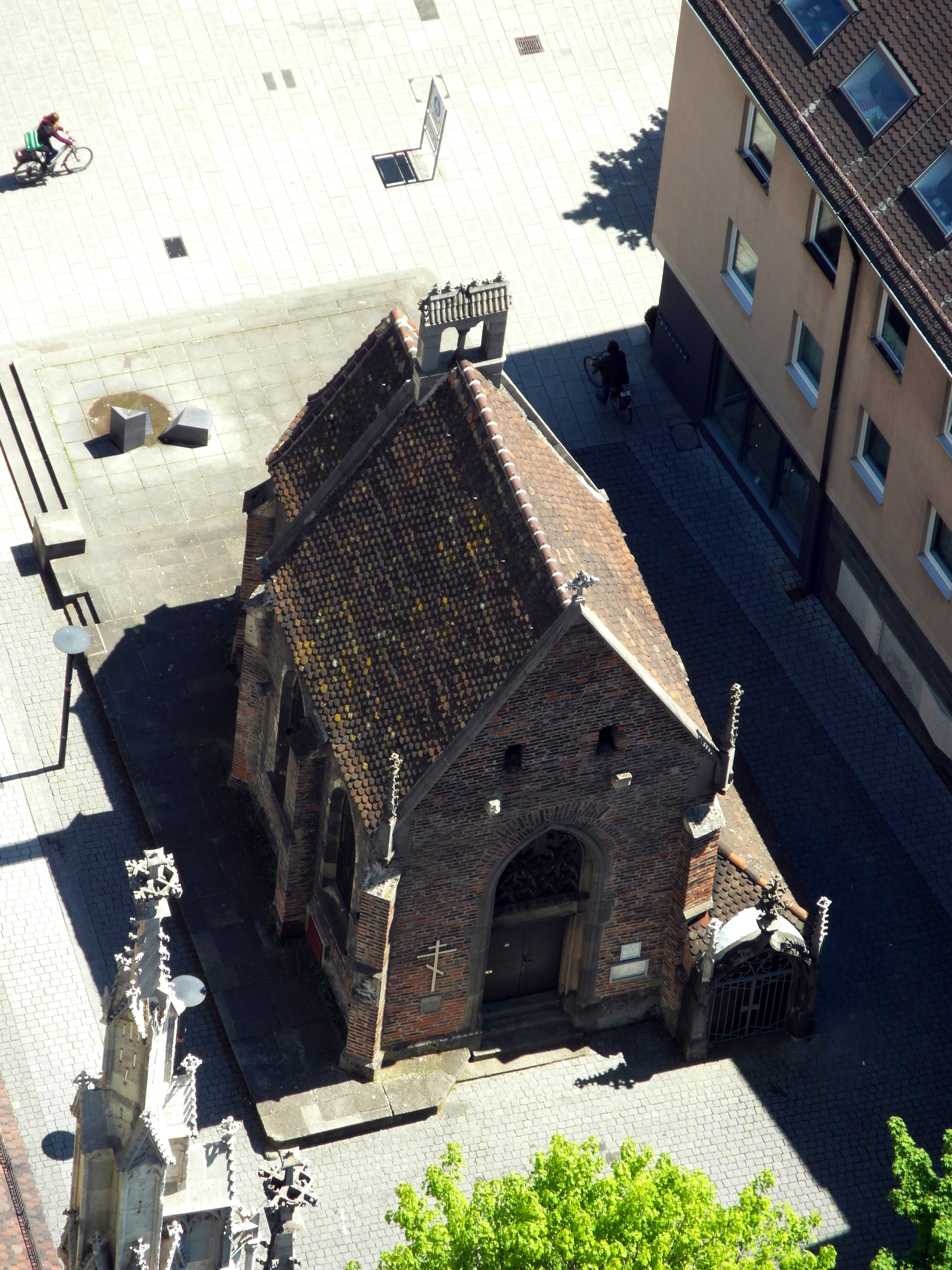
Luftbild
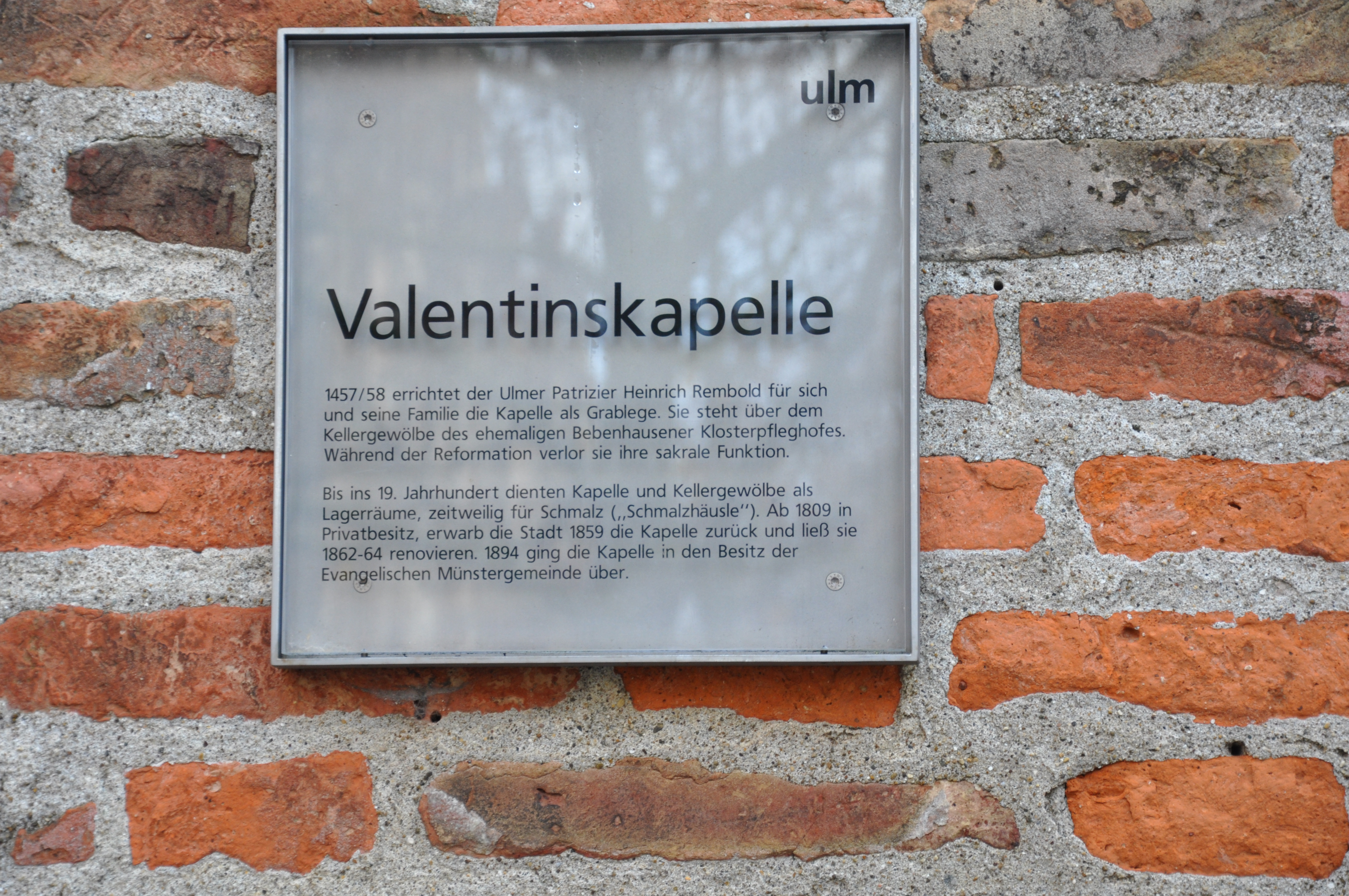
Informationstafel
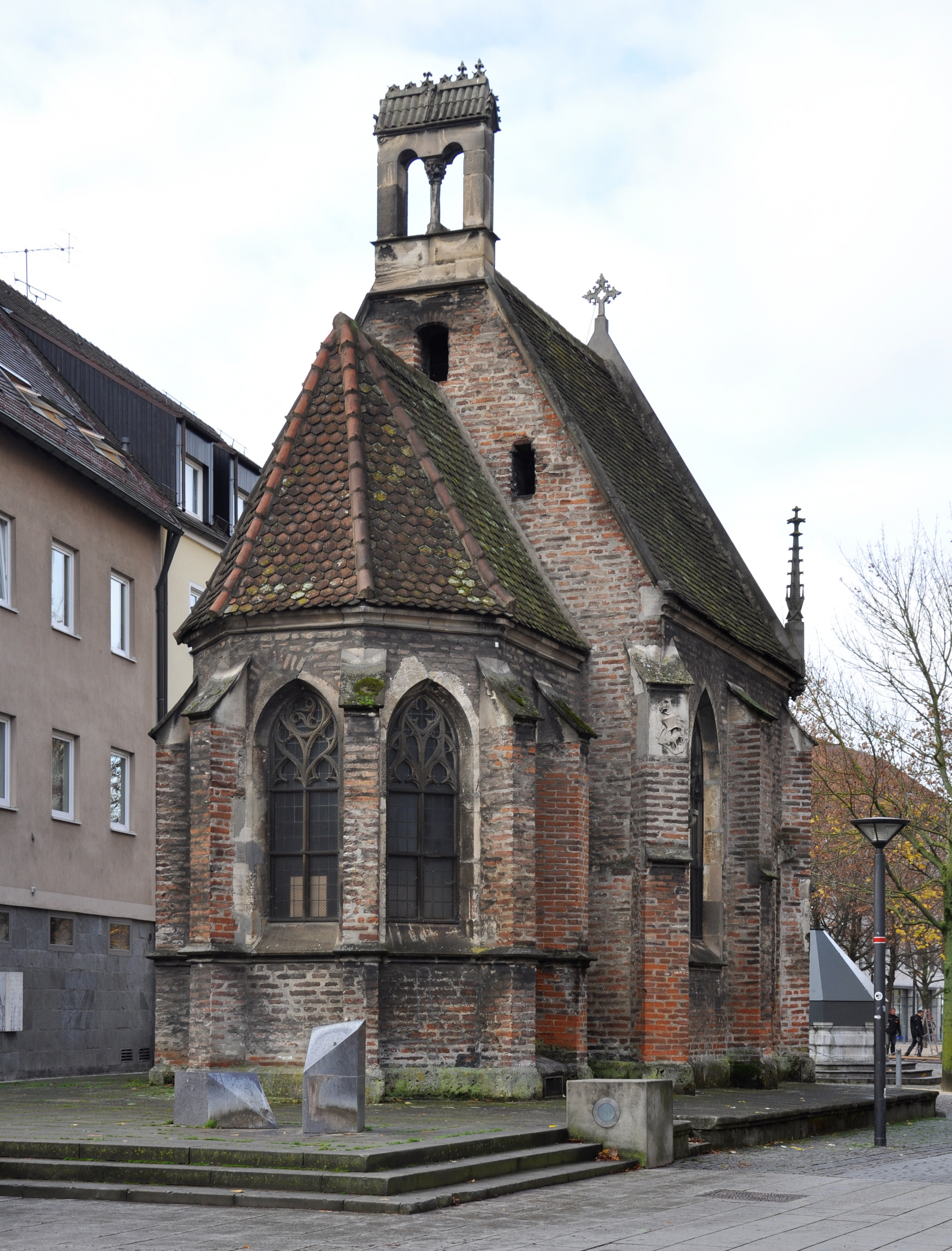
Blick auf den Chor